# Ludwik IV legnicki
Ludwik IV (ur. 19 kwietnia 1616 w Brzegu, zm. 24 listopada 1663 w Legnicy) – książę legnicki, syn księcia brzeskiego Jana Chrystiana i Doroty Sybilli, brat Jerzego III i Chrystiana.
W 1639 po śmierci ojca Jana Chrystiana wraz z braćmi odziedziczył księstwo legnicko-brzeskie. Po śmierci Jerzego Rudolfa w 1653 nastąpił podział księstwa między trzech synów Jana Chrystiana; w 1654 bracia podzielili między siebie księstwo legnicko-brzeskie; drogą losowania Ludwik otrzymał księstwo legnickie.
18 maja 1649 poślubił Annę Zofię, córkę Jana Albrechta II, księcia meklemburskiego na Güstrow, z którą doczekał się przedwcześnie zmarłego syna Chrystiana Alberta (1651–1652).
Zmarł w 1663, został pochowany 12 marca 1664 w Mauzoleum Piastów Śląskich, znajdującym się przy Kościele św. Jana Chrzciciela w Legnicy.